# 下川直哉
下川 直哉（しもかわ なおや、1974年3月8日 - ）は、日本のゲームクリエイター、作曲家、実業家。山口県出身、兵庫県宝塚市在住。株式会社アクアプラス執行役員COO。

## 略歴
高校時代は後に同僚となる折戸伸治（初期に退社）、石川真也、中上和英と共にMIDIやゲームサウンドに熱中する日々を送る。その後、TGLに在籍。度会達也らの音楽チーム「Unit G.T.O.」に助手として参加していた。
1994年、ユーオフィス（後のアクアプラス）を設立。Leaf・AQUAPLUSブランドのコンピュータゲームのプロデューサーとして活動しつつ、その多くの作品の音楽を担当している。近年はプロデュースのみに徹していることも少なくはなく、作曲活動は初期に比べて縮小傾向にある。一方で、アニメ版『WHITE ALBUM2』『うたわれるもの 偽りの仮面』では音楽監督を担当している。
また、ゲーム・音楽関連の事業のみならず飲食店の経営も行っている。以前はスバル系カーチューニングショップ「AQUA」の経営も行っていた（当時、ある自動車雑誌から取材を受け、自社でチューニングを行ったGDB型インプレッサに自ら乗車し出演、インプレッサについて批評していたこともある）。
なお、かつては専務（父・隆治が社長）だったため、2ちゃんねるでは「しぇんむー」の愛称で呼ばれていたが、現在は社長なので、このように呼ばれることは少なくなってきている。
2022年2月1日、アクアプラスの代表取締役社長を退任し執行役員COOに就任。

## 作曲

### ボーカル曲
- あたらしい予感（「To Heart」PC版ED）：AKKO/美崎しのぶ
- POWDER SNOW（「WHITE ALBUM」ED）：AKKO
- Feeling Heart（「To Heart」PS版、PSE、PS2版OP、アニメ「To Heart」OP）：中司雅美
- 歩み（「まじかる☆アンティーク」ED）：AKKO
- Routes（「Routes」PC版OP）：中山愛梨沙　※M.I.S.N.名義、松岡純也・石川真也・中上和英との共同作曲
- 君をのせて（「Routes」Beginning）：中山愛梨沙
- ヒトリ（「天使のいない12月」ED）：AKKO
- ありがとう（「ToHeart2」ED）：AKKO
- Hello（アニメ「ToHeart2」OP）：池田春菜
- キミガタメ（アニメ「うたわれるもの」最終回ED、「うたわれるもの 散りゆく者への子守唄」ED）：Suara
- memory（「ティアーズ・トゥ・ティアラ 花冠の大地」ED）：Suara
- Free and Dream（アニメ「ティアーズ・トゥ・ティアラ」OP）：Suara
- うつせみ（「痕」ED）：Suara
- 心はいつもあなたのそばに（「WHITE ALBUM2」coda ED）：津田朱里
- closing（「WHITE ALBUM2」coda ED）：上原れな　※須谷尚子と共同で作詞も担当
- さよならのこと（アニメ「WHITE ALBUM2」ED）：上原れな　※作詞も担当
- 不安定な神様（アニメ「うたわれるもの 偽りの仮面」OP）：Suara
- 人なんだ（アニメ「うたわれるもの 二人の白皇」OP）：Suara　※須谷尚子と共同で作詞も担当
- あなたの横顔（「To Heart」BGM、「AQUAPLUS VOCAL COLLECTION VOL.1」にボーカル版を収録）：美崎しのぶ
- 風はいつも春一番（「こみっくパーティー」BGM、「AQUAPLUS VOCAL COLLECTION VOL.2」にボーカル版を収録）：中山愛梨沙
- E JUNK（「Routes」BGM、「AQUAPLUS VOCAL COLLECTION VOL.3」にボーカル版を収録）：美崎しのぶ
- 小さな勇気 ～がんばれ女の子!～（「ToHeart2」BGM、「ToHeart2 キャラクターソングス」にボーカル版を収録）：落合祐里香
- ストレンジ・エンカウンター（「ToHeart2」BGM、「ToHeart2 キャラクターソングス」にボーカル版を収録）：夏樹リオ

### ゲーム音楽
- DR2ナイト雀鬼（1995年）
- Filsnown -光と刻-（1995年）
- 雫（1996年）
- 痕（1996年）
- To Heart（1997年）
- WHITE ALBUM（1998年）
- こみっくパーティー（1999年）
- まじかる☆アンティーク（2000年）
- Routes（2003年）
- 天使のいない12月（2003年）
- ToHeart2（2004年）
- Tears to Tiara（2005年）
- うたわれるもの〜散りゆく者への子守唄（2006年）
- WHITE ALBUM2 -closing chapter-（2011年）